# بيدرو كارمونا
بيدرو كارمونا (15 أبريل 1988 ببورتو أليغري في البرازيل - ) هو لاعب كرة قدم برازيلي في مركز الوسط. لعب مع نادي بالميراس ونادي جوفنتودي ونادي ساو كايتانو ونادي فيغورينسي ونادي كريسيوما وجريميو نوفوريزونتينو ونادي فيلا نوفا وEsporte Clube São José ‏ ونادي ناوتيكو.

## وصلات خارجية
- بيدرو كارمونا على موقع قاعدة بيانات كرة القدم.إي يو (الإنجليزية)
- بيدرو كارمونا على موقع Soccerway.com (الإنجليزية)